# Uromyces brominus
Uromyces brominus ist eine Ständerpilzart aus der Ordnung der Rostpilze (Pucciniales). Der Pilz ist ein Endoparasit der Süßgrasgattung Bromus. Symptome des Befalls durch die Art sind Rostflecken und Pusteln auf den Blattoberflächen der Wirtspflanzen. Sie ist in den südlichen GUS-Staaten verbreitet.

## Merkmale

### Makroskopische Merkmale
Uromyces brominus ist mit bloßem Auge nur anhand der auf der Oberfläche des Wirtes hervortretenden Sporenlager zu erkennen. Sie wachsen in Nestern, die als gelbliche bis braune Flecken und Pusteln auf den Blattoberflächen erscheinen.

### Mikroskopische Merkmale
Das Myzel von Uromyces brominus wächst wie bei allen Uromyces-Arten interzellulär und bildet Saugfäden, die in das Speichergewebe des Wirtes wachsen. Aecien oder Spermogonien der Art sind nicht bekannt. Die rostbraunen Uredien des Pilzes wachsen beidseitig auf den Wirtsblättern. Seine matt braunen Uredosporen sind 23–30 × 21–28 µm groß, meist kugelig geformt und stachelwarzig. Die blattunterseitig wachsenden Telien der Art sind glänzend und versenkt. Die kastanienbraunen Teliosporen sind einzellig, in der Regel eiförmig und 19–28,5 × 13,5–22,5 µm groß, bisweilen sind sie gefurcht. Ihre Stiele sind bis zu 23 µm lang.

## Verbreitung
Das bekannte Verbreitungsgebiet von Uromyces brominus umfasst den Süden der ehemaligen UdSSR.

## Ökologie
Die Wirtspflanzen von Uromyces brominus sind diverse Bromus-Arten. Der Pilz ernährt sich von den im Speichergewebe der Pflanzen vorhandenen Nährstoffen, seine Sporenlager brechen später durch die Blattoberfläche und setzen Sporen frei. Die Art durchläuft einen Entwicklungszyklus, von dem bislang lediglich Telien und Uredien sowie deren Wirt bekannt sind; Spermogonien und Aecien konnten dem Pilz nicht zugeordnet werden.